# Mogobane
Mogobane – wieś w Botswanie w dystrykcie South East. Według spisu ludności z 2011 roku wieś liczyła 2400 mieszkańców.